# Jon Lukas
Jon Lukas (ur. 11 września 1948 w Paoli, zm. 11 czerwca 2021) – maltański piosenkarz, jeden z najbardziej znanych artystów pochodzących z Malty, najbardziej aktywny zawodowo w latach 70. XX wieku. Był pierwszym artystą solowym w historii muzyki maltańskiej, który osiągnął sukcesy na zagranicznych listach przebojów w wielu krajach i zdobył kontrakty z dużą globalną wytwórnią płytową.

## Życiorys
Jon Lukas urodził się  11 września 1948  w mieście Paola na Malcie.
Płyta Jona „Can't Afford To Lose”, skomponowana przez Gary’ego Bensona, wydana w 1970 roku, stała się międzynarodowym hitem. Oprócz wejścia na listę Top 40 w Wielkiej Brytanii i niektórych innych terytoriach europejskich, „Can’t Afford To Lose” przez cały miesiąc zajmował pierwsze miejsce na listach pop w Libanie, powstrzymując „The Long” The Beatles przed osiągnięciem miejsca nr 1.
W 1993 roku wraz z Maritą zajął drugie miejsce na corocznym Maltańskim Festiwalu Piosenki z autorską kompozycją „Żommni u Għannaqni”. To był pierwszy raz, kiedy Lukas śpiewał w swoim ojczystym języku maltańskim. Angielska wersja tej piosenki, zatytułowana „The Love We Share”, została wyprodukowana przez indyjsko-brytyjskiego producenta muzycznego Biddu.
W 1998 roku założył zespół Woodenman. Nagrali album, który przez cały sierpień 1992 roku znajdował się na szczycie list przebojów „Peoplesound”. Mieli koncerty w Barcelonie i Madrycie. Kiedy zespół się rozpadł, Lukas zmienił nazwę i stał się znany jako Jon Lukas Woodenman.
15 kwietnia 2009 roku rozpoczął program radiowy „Woodenman’s Jukebox” w maltańskim One Radio.
Latem 2008 roku Marc Storace z zespołu Krokus oddał hołd śpiewając „Can't Afford to Lose” Lukasa. Podczas swojego koncertu na wyspie Gozo, Lukas zaskoczył publiczność, gdy pojawił się, by zaśpiewać ostatnią połowę utworu w duecie ze Storacem.

## Biografia
- Jon Lukas w bazie Discogs.com (ang.)